# Пост, Сорая
Сорая Виола Хелена Пост (швед. Soraya Viola Heléna Post; род. 15 октября 1956, Гётеборг, Швеция) — шведский политический деятель, член шведской партии «Феминистская инициатива» и бывший член Европейского парламента.

## Биография
Отец Сораи Пост — немецкий еврей по происхождению, а её мать шведская цыганка.
Сорая Пост много лет занималась правозащитой с упором на права рома в Швеции и Европе. После выборов в Европейский Парламент Пост уволилась с работы по вопросам национальных меньшинств в офисе Регионального комитета по правам Вестер-Гёталанда, была вовлечена в вопросы цыган и была инициатором создания в 2007 году межкультурной средней школы в Гётеборге. Межкультурная средняя школа начала свою деятельность в январе 2007 года как филиал Гётеборгской средней школы и была открыта в сентябре того же года кронпринцессой Викторией. Сорая была членом Совета по радиовещанию Швеции и представительства по делам цыган в правительственных учреждениях, которые представили правительству 30 июля 2010 г. свой доклад "Права цыган: стратегия для рома в Швеции.
В феврале 2014 года Поста шла первым кандидатом в списке «Феминистской инициативы» на выборах в Европейский парламент в Швеции 2014 года. Это первый раз, когда ром в Швеции стал депутатом Европарламента и первым, выбранным в качестве кандидата на всеобщих выборах. Она была избрана в мае 2014 года и стала членом Прогрессивного альянса социалистов и демократов в Европейском парламенте (S&D), второй по величине политической группы из 189 дпутатов. Пост была инициатором и ответственным парламентарием для ARDI (Межпарламентская группа по борьбе с расизмом и разнообразием) — группы парламентариев, занимающихся вопросами антирасизма и культурного разнообразия. Пост также была членом группы по правам ЛГБТ-лиц и группы по вопросам, касающимся лиц с инвалидностью. В группе Прогрессивного альянса социалистов и демократов Пост была членом Комитета по гражданским свободам, правосудию и внутренним делам (LIBE) и Подкомитета по правам человека за пределами ЕС (DROI). Она была заменой в Комитете иностранных дел (AFET). Она также была членом делегации по связям со странами Центральной Америки (DCAM).
Пост Сорая была инициатором двух резолюций по антицыганству в Европейском парламенте:
- Международный день цыган. Антицыганство в Европе и признание ЕС Дня памяти жертв Геноцида цыган во время Второй мировой войны. (Апрель, 2015)

- Аспекты основных прав культурной интеграции цыган в ЕС, борьба с антицыганским настроением. (Октябрь, 2017)

На выборах в Европейский парламент 26 мая 2019 года «Феминистская инициатива» получила 0,8 % голосов, после чего Пост потеряла свой мандат в Европарламенте.

## Критика
Старшая дочь Пост вступила в брак рома в шестнадцать лет, что было одобрено общиной ромов, но в 2014 году, когда общественность узнала об этом, это привело к общественным дебатам в Швеции, где критики обвинили Пост в том, что она занимает культурно-релятивистскую позицию и не возражает против детских браков. Пост заявила, что этот брак стоит воспринимать, как помолвку, и что эта помолвка произошла 20 лет назад, и её позиция по этому вопросу совершенно изменилась и что она явно была против детских браков.